# La spia del mondo
La spia del mondo è una raccolta di articoli dello scrittore italiano Giovanni Papini.
Nell'opera sono raccolte, fra gli altri scritti, le ultime Schegge, la celebre rubrica di articoli pubblicati, con cadenza quindicinale, sul Corriere della Sera. Pubblicato dall'editore Vallecchi nel 1955, venne definito dalla commissione Nobel dell'Accademia Reale di Svezia un'opera degna del Nobel, tutta caratterizzata dall'originale personalità del suo autore. A bloccare la vittoria del premio da parte dello scrittore italiano furono i suoi trascorsi politici, in particolare la sua collusione con il fascismo, di cui Papini era divenuto una sorta di scrittore ufficiale.